# Live at the Fillmore (Los Lobos)
Live at the Fillmore è un album live dei Los Lobos, pubblicato dalla Mammoth Records nel marzo del 2005. Il disco fu registrato dal vivo il 29 e 30 luglio 2004 al The Fillmore Auditorium di San Francisco, California (Stati Uniti), la performance del concerto fu pubblicata anche su DVD.

## Tracce
1. Good Morning Aztlán – 4:32 (David Hidalgo, Louie Pérez)
2. I Walk Alone – 3:47 (Cesar Rosas)
3. Maria Christina – 3:36 (Cesar Rosas)
4. Charmed – 5:45 (David Hidalgo, Louie Pérez)
5. Luz de mi vida – 4:11 (Cesar Rosas, Louie Pérez)
6. Rita – 5:31 (David Hidalgo, Louie Pérez)
7. The Neighborhood – 7:47 (David Hidalgo, Louie Pérez)
8. Marciela – 4:33 (Cesar Rosas)
9. Tears of God – 4:50 (David Hidalgo, Louie Pérez)
10. Viking – 4:40 (David Hidalgo, Louie Pérez)
11. How Much Can I Do? – 3:26 (David Hidalgo, Louie Pérez)
12. Kiko and the Lavender Moon – 3:37 (David Hidalgo, Louie Pérez)
13. Cumbia Raza – 9:09 (Cesar Rosas)
14. What's Going On – 5:25 (Alfred Cleveland, Marvin Gaye, Renaldo Benson[3])

## Musicisti
- David Hidalgo - voce, chitarra, violino, accordion, percussioni
- Cesar Rosas - voce, chitarre
- Steve Berlin - sassofono, tastiere, flauto
- Conrad Lozano - basso, voce
- Louie Pérez - batteria, chitarra, voce

Musicisti aggiunti 
- Victor Hidalgo - chitarra (solo nel brano: Viking)
- Victor Bisetti - batteria, percussioni
- Cougar Estrada - batteria, percussioni